# 小池清彦
小池 清彦（こいけ きよひこ、1937年〈昭和12年〉2月22日 - ）は、日本の政治家、防衛官僚。新潟県加茂市長（6期）、防衛研究所長などを歴任した。

## 来歴
新潟県加茂市生まれ。加茂市立加茂中学校、新潟県立三条高等学校、東京大学法学部第2類（公法コース）卒業。1960年、防衛庁に入庁。英国王立国防大学に留学し、帰国後は防衛庁防衛局計画官、防衛庁長官官房防衛審議官、防衛研究所長を歴任した。1990年に防衛庁教育訓練局長に就任。1992年6月に防衛庁を退官。同年7月、防衛大学校学術・教育振興会理事長に就任。
1995年4月、加茂市長選挙に無所属で立候補し、初当選。以後6期連続当選。2003年に勃発したイラク戦争に関しては、元防衛官僚ながら小泉純一郎首相によるイラクへの自衛隊派遣に反対する要望書を政府に提出した。
2009年、日本郵政社外取締役に就任。
2019年4月21日投開票の市長選では7選を目指したが、自民党加茂支部の女性局長で前市議の藤田明美に敗れ落選した（藤田：8,650票、小池：7,388票）。投票率は69.58％。
2021年4月の春の叙勲で旭日中綬章受章。

## 市政・人物
- 郊外型大型店の新規出店と増床に反対の姿勢をとっており、1997年10月の記者会見では1984年から実施している加茂駅前商店街の近代化事業にも触れて「大型店の進出を放置して、商店街を衰退させることは近代化事業と矛盾する」と強調していた[8]。2000年6月の大規模小売店舗立地法施行の際には独自の都市計画法による出店規制を打ち出し、500 ㎡以上の店舗出店を一切認めない方針を表明した[9]。こうした影響もあり、アークランドサカモトやひらせいホームセンターの出店計画が頓挫している[9]。

- 災害時の自主防災組織に否定的で、「公助」を積極的に行う姿勢をとっていたため、加茂市は新潟県内で唯一、自主防災組織が存在しない自治体となっていた[10]。

- 市内に土砂災害警戒区域の指定が行われることに対し、地価下落などを理由に反発していた[11]。

- ごみの細かな分別に否定的であり、加茂市は新潟県内の自治体で唯一、ペットボトルの分別回収が行われていなかった[12]。

- 2006年6月29日、全国の市でもっとも遅く「情報公開条例」を制定した。

- 2018年、三条市、燕市、田上町、弥彦村から三条市の新潟県県央医師会応急診療所の建設費を負担するように求められたことに対し、3月12日の市議会で国定勇人三条市長に関し、「今後このような文書をよこすことをやめないときは、三条市長を脅迫罪と詐欺罪で告訴せざるを得ない」と述べるなど反発を示した[13]。

### 市町村合併に対する姿勢
市町村合併に対して反対の姿勢をとっている。2002年5月には新潟県知事や県内全市町村長、県選出の全国会議員、全県議会議員らに文書を送り、市町村合併によって地方交付税交付額が県全体で年500億円減少する等の試算を添えた。
同年12月には広報かも別冊「国を亡ぼし、地方を亡ぼす市町村合併に反対する。加茂市が県央東部合併に加わらない理由」を全戸配布した。また、同月には隣接する田上町の町民に対し、自らの見解を連ねた「市町村合併について 田上町民の皆様へ」を配布し、加茂市との合併のデメリットだけでなく「田上町が新潟市と合併すると最も悲惨なことになり、現在田上町が国からもらっている地方交付税23億円は、7億円以下に減ってしまいます。」など田上町と新潟市の合併にまで言及している。
市町村合併に対する意見は文書やインターネットを通して全国へ発信しており、これを受けて話を聞きに加茂市長のもとを訪れる議員や職員も相次いだと言われる。

### 教育政策
独自の教育政策を多く打ち出していた。
- スクールバスの導入に積極的であり、2006年時点で27台体制で運行し、遠距離通学だけでなく通学途中に危険な箇所がある子どもも対象としていた[19]。

- 2010年10月、平成24年度から中学校の授業で武道が必修化されるのに伴い、県内の中学校のなかでも先駆けて、加茂市下条体育センターにおいて武道（柔道、剣道、合気道、空手道、なぎなた、柳生新陰流）の授業を実施。自身も柳生新陰流となぎなたの指導に当たった（小池は柳生新陰流と穴澤流薙刀術の免許を有する）[要出典]。

- 市内で発生した死亡事故を受けて2014年10月、「自転車の事故を完全になくするために[20]」と題した文書を小中学生に配布し、なるべく自転車に乗らないよう呼びかけた[21]。

- 2018年8月、生徒や教員への負担軽減を目的に、夏休み中の市立中学校の部活動原則休止の方針を打ち出した[22]。

### 国政に対する姿勢
- イラク特措法に対して反対の姿勢をとっており、首相と全国会議員宛てに「イラク特措法案を廃案とすることを求める要望書」を送付した（同市Webサイトにも掲載されている）[3]。

- 「無防備地域宣言をめざす札幌市民の会」が主催したフォーラム「札幌市無防備平和条例を実現するために」での講演で、「絶対平和・軍備撤廃、戦時は加茂市に自衛隊を入れない。有事法、国民保護法は必要ない。戦時になったら、市内に10万本の赤十字の旗を全戸に配り掲げてもらう」と発言している。
- 2019年5月9日、市長退任の記者会見で1万字を超す「市民の皆様へお別れの御挨拶」と題した文書を配布した。その中で憲法改正問題に関して次のように述べた。「平和憲法は、国の宝であります。私は前半生防衛庁の内部部局におりましたので、このことは、身にしみております。」「憲法第九条第二項には、『前項の目的を達するため』という一句が挿入されて、いわゆる『芦田修正』が施されておりますので、日本は枕を高くして眠れるだけの防衛力を持つことができるのであります。従いまして、国を守るために憲法を改正する必要はありません。」[23]

- 2019年11月17日、憲法9条の改正に反対する首長や首長経験者による「全国首長九条の会」の結成総会が、明治大学のリバティータワーで開かれた。同日時点の呼び掛け人・賛同者は131人で、うち現職は13人。小池は8人の共同代表のひとりに選ばれた[24][25][26]。

## 著書
- 『我、自衛隊を愛す 故に、憲法9条を守る　防衛省元幹部3人の志』（2007年、かもがわ出版）共著：竹岡勝美、箕輪登
- 『君、殺したまうことなかれ　憲法行脚の思想2』（2007年、七つ森書館）共著：澤地久枝、香山リカ、姜尚中、斎藤貴男、佐高信、高橋哲哉ほか